# Pseudomesus similis
Pseudomesus similis is een pissebed uit de familie Desmosomatidae. De wetenschappelijke naam van de soort is voor het eerst geldig gepubliceerd in 1963 door Yakov Avadievich Birstein.